# Rhinotia
Rhinotia là một chi bọ cánh cứng trong họ Belidae.

## Hình ảnh

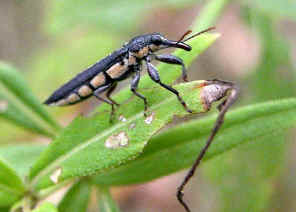
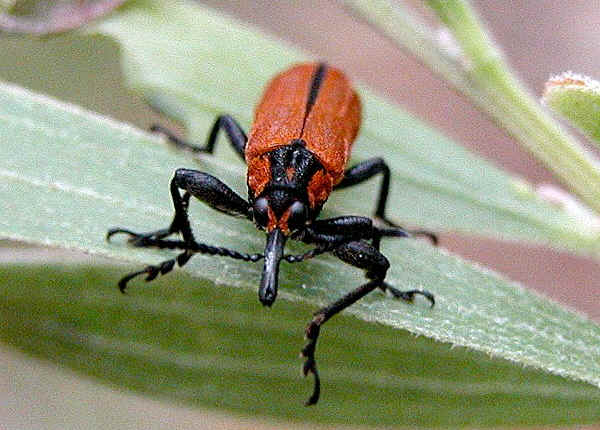
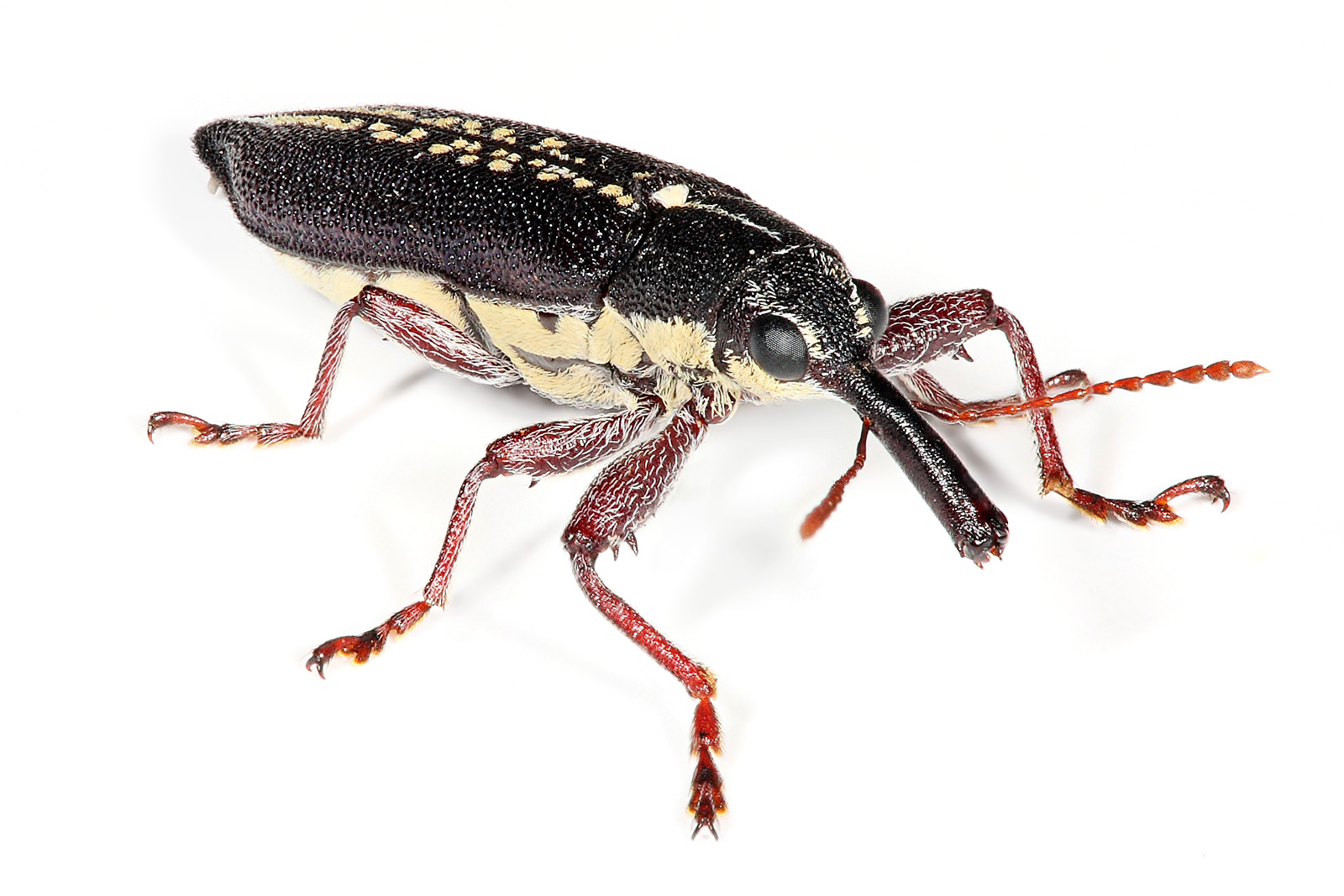